# اینگو مولنار
اینگو مولنار (مجاری: Molnár Ingo؛ زادهٔ ۱ ژانویهٔ ۲۰۰۰) دانشمند رایانه، مهندس، و برنامه‌نویس اهل مجارستان است. وی به خاطر فعالیت‌هایش در بهبود امنیت و کارایی لینوکس مشهور است. مولنار دو زمان‌بند مورد استفاده در لینوکس (زمان‌بند O(1) و زمان‌بند کاملاً عادلانه) را پیاده‌سازی کرده‌است.